# Trinidad Sanchis Picó
Trinidad Sanchis Picó (Alcoi, 20 febrer 1950), Trini Sanchis, és una pianista alcoiana que resideix a l'estat de Yucatán al Mèxic.
Va fer estudis de piano amb el mestre Rafael Casasempere Juan. Amb només nou anys, el 1959, va donar el seu primer concert al qual va tocar entre d'altres una obra de Haydn a quatre mans amb Casasempere. El 1968 viatja a Viena, on viurà fins al 1980 i hi fou mestra de piano durant set anys de l'escolania dels Wiener Sängerknaben. És professora emèrita de la Facultat de Música de la Universitat Veracruzana a la ciutat de Xalapa-Enríquez on va formar entre d'altres els pianistes Marielí Sosa, Edgar Bofil i Alfredo Arjona. Hi va ser membre del «Trío Clásico de Xalapa».
Ha actuat a la seva ciutat natal en diverses ocasions: al desembre de 1983 a un recital organitzat per l'Asociación de Amigos de la Música de Alcoy dedicat a Brahms, i una segona actuació amb l'Orquestra Simfònica Alcoiana sota la direcció de Gregorio Casasempere. Hi va tornar el juny de 2013 per donar un concert a dos pianos amb el professor alcoià Juan Antonio Recuerda, en motiu de la I Setmana Gran del Piano de l'AMMA. L'Ajuntament d'Alcoi la va proposar com a directora de l'Himne de Festes de Moros i Cristians 2019. A Viena va conèixer el violinista mexicà Carlos Marrufo Gurrutia amb qui es va casar el 1972.

## Reconeixement
- 1971 menció honorífica a l'Escola Superior de Música, l'actual Universitat de Música i Art Dramàtic de Viena[9]
- Premi Maria Canals a Barcelona el 1973.[1]